# 阿伊特沙法
36°49′01″N 4°32′01″E / 36.81694°N 4.53361°E

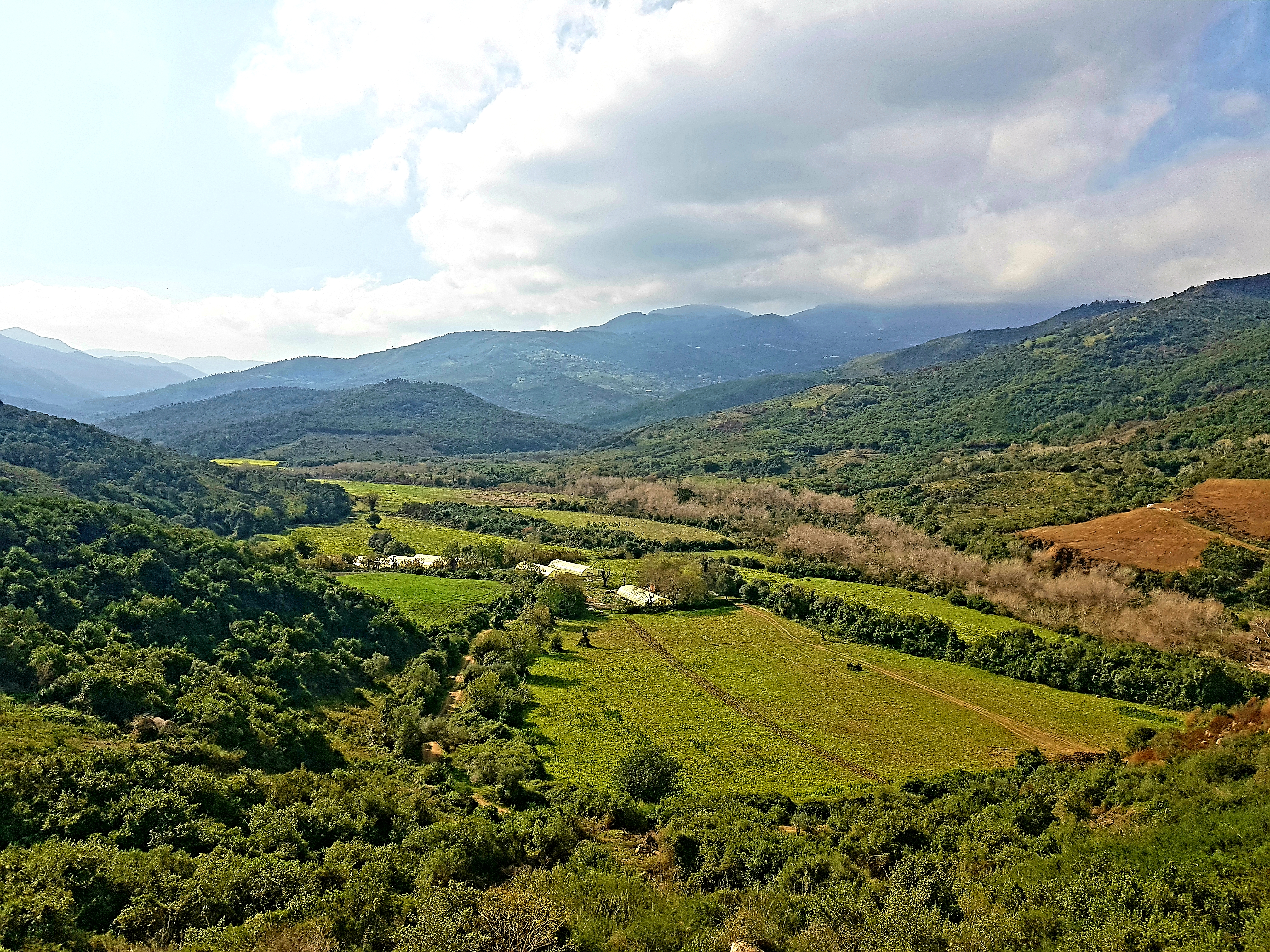
阿伊特沙法

阿伊特沙法（阿拉伯语：‎），是阿爾及利亞的城鎮，位於該國北部提濟烏祖省，由阿宰豐區負責管轄，面積85平方公里，2008年人口3,775，人口密度每平方公里44人。